# Les Gouffres de la Lune
Les Gouffres de la Lune (titre original : A Fall of Moondust) est un roman de science-fiction d'Arthur C. Clarke appartenant au genre hard science-fiction. C'est le premier tome d'un cycle qui en comporte deux.

## Publication
Les éditions en langue française ont séparé le roman original, A Fall of Moondust, publié en 1961, en deux ouvrages : Les Gouffres de la Lune et Naufragés de la Lune publiés en France en 1962 aux éditions Fleuve noir et en Belgique en 1974 dans la collection Poche 2000 des éditions Marabout.

## Accueil critique
Cette œuvre a été nommée en 1963 pour un prix Hugo du meilleur roman. Ce fut également le premier ouvrage de science-fiction à paraître en langue anglaise dans la série des Condensés du Reader's Digest.

## Résumé
Au XXIe siècle, la Lune a été colonisée et, bien que constituant toujours une base importante pour la recherche scientifique, elle est également visitée par des touristes aisés. L'une des principales attractions est une croisière sur une des mers lunaires nommée Mer de la Soif. Cette dernière est recouverte d'une très fine couche de poussière, une poudre sèche qui a pratiquement la fluidité de l'eau et diffère en cela de la régolithe qui recouvre la plus grande partie de la surface lunaire. Un "vaisseau" nommé Selene a été spécialement construit pour glisser à la surface de cette poussière, un peu à la manière d'un Jet Ski.
Mais lors d'une croisière, un tremblement de lune entraîne l'effondrement d'une caverne sous le Selene. Celui-ci est englouti et recouvert par 15 mètres de poussière. Toute trace disparaît en surface. Le navire est intact, mais incapable de se déplacer ni de signaler sa position. Dans l'attente des secours qu'ils imaginent imminents, le capitaine Pat Harris et sa chef-hôtesse Sue Wilkins s'emploient à rassurer leurs passagers et à les  occuper. Initialement, ils ne sont pas exagérément inquiets, car le Selene dispose d'une ample réserve d'air, ainsi que d'une petite provision d'eau et de nourriture. Ils sont aidés dans leur tâche par le Commodore des forces spatiales à la retraite Hansteen, qui voyageait incognito. Apparaît alors le problème posé par la rapide et inexorable montée de la température à l'intérieur de l'habitacle, car la couche de poussière bloque l'action des échangeurs thermiques situés à la poupe. Heureusement, il se crée un courant de convection qui évacue lentement les calories vers la surface, retardant ainsi l'échéance fatale...
Entre-temps, la disparition du Selene a été constatée. Des glisseurs sont envoyés à sa recherche, mais il reste introuvable. Sur la Terre, l'ingénieur en chef Robert Lawrence en vient à douter qu'un sauvetage puisse être mené à bien, même si le navire venait à être localisé. Il est sur le point d'ordonner l'abandon des recherches, lorsqu'il est contacté par Thomas Lawson, un astronome brillant mais excentrique, basé sur un satellite orbitant au point de Lagrange L2, loin au-dessus de la Lune. Lawson pense pouvoir repérer le Selene en visualisant ses traces au moyen de capteurs à infrarouge. Ce concept se révélant irréalisable, l'astronome obtient de dérouter à grands frais un cargo commercial. L'un des passagers du cargo se révèle être un journaliste qui, flairant un « scoop » sensationnel, s'organise pour couvrir l'évènement. Avec son équipement, Lawson est transporté jusqu'à la Lune, où les capteurs sont montés sur un des glisseurs. Finalement, il finit par repérer le Selene à sa signature thermique. À l'endroit qu'il indique, une sonde métallique est plantée profondément dans la poussière. La sonde rencontre la coque du navire englouti, ce qui permet enfin de communiquer avec les naufragés. Mais ces derniers ne sont pas encore tirés d'affaire, tant s'en faut... 

## Quelques éléments-clés du scénario et du récit

### La mer de la Soif

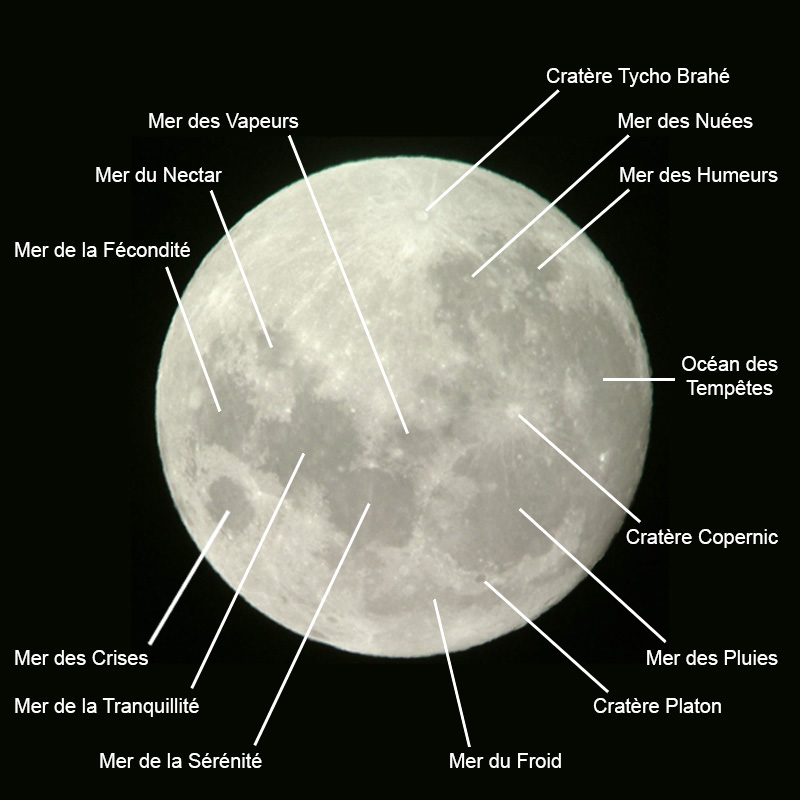
Les principales mers lunaires de la face visible de la Lune

Cette mer lunaire n'existe pas dans la réalité. L'idée qu'un engin puisse se mouvoir à la surface de la Lune en "flottant" sur une poussière fine et fluide à l'instar du Selene ou des glisseurs (donc sans roues ni chenilles), fut invalidée lorsque le programme Apollo permit de comprendre la nature réelle du sol lunaire. Pour le reste, l'auteur nous présente, comme à son habitude, un scénario basé sur des informations crédibles et scientifiquement avérées.

### Des bases permanentes sur la Lune?
Lorsque Clarke écrivit ce roman en 1961, l'idée qu'il y aurait quelques décennies plus tard des bases permanentes sur la lune était une quasi-certitude. Depuis, les problèmes budgétaires et la fin de la guerre froide ont reporté sine die les différents projets initialement prévus, tels que :
- télescopes lunaires affranchis de l'atmosphère terrestre[2] ;
- extraction de l'hélium 3 pour la fusion nucléaire[3] ;
- mines lunaires extrayant différents éléments tels qu'oxygène, silicium, bauxite, titane et fer, qu'il est ensuite facile et moins coûteux d'envoyer dans l'espace depuis la Lune que depuis la Terre  [4] ;
- catapulte électromagnétique envoyant des charges en orbite lunaire sans moteur-fusée [5].